# Ardolph Loges Kline
Ardolph Loges Kline (Newton, 21 febbraio 1858 – Brooklyn, 13 ottobre 1930) è stato un politico statunitense facente funzione di sindaco di New York dal 10 settembre 1913 al 31 dicembre 1913.